# Холостяк (фильм, 1999)
«Холостяк» (англ. The Bachelor) — романтическая комедия 1999 года, снятая Гари Синьором, в главных ролях снялись Крис О'Доннелл и Рене Зеллвегер. Является ремейком картины 1925 года. Кроме того, картина стала дебютом в кино для певицы Мэрайя Кэри.

## Сюжет
Джимми живёт счастливой жизнью — он молод, успешен, есть любимая девушка. Но вот однажды любимый дед умирает и оставляет ему громадные деньги. Вот только получит он эти деньги при одном условии — он должен жениться и прожить в браке несколько лет. Конечно, первое, что приходит на ум Джимми — позвать замуж свою подружку Энн. Однако в самый ответственный момент дела складываются так плохо, что Энн решает расстаться с Джимми. Тогда находчивый молодой мужчина решает встретиться со всеми своими бывшими, пока не найдёт ту, которая будет согласна жить с ним. Однако выясняется, что найти подходящую кандидатуру очень непросто.

## В ролях
- Крис О’Доннелл — Джимми Шеннон
- Рене Зеллвегер — Энн Арден
- Мэрайя Кэри — Илана
- Марли Шелтон — Натали Арден
- Арти Лэнг — Марко
- Эдвард Аснер — Сид Глакмэн
- Хэл Холбрук — Рой О’Дэлл
- Джеймс Кромвелл — Священник
- Питер Устинов — прадедушка Джеймс Шеннон
- Кэтрин Таун — Моник
- Ребека Кросс — Стейси
- Стейси Эдвардс — Зоуи
- Сара Сильверман — Кэрролин
- Дженнифер Эспозито — Дафни
- Брук Шилдс — Бакли Хейл-Виндзор
- Анастасия Хорн — Пеппи Бур
- Пэт Финн — Вольт

## Кассовые сборы
Фильм занял третье место в северо-американском прокате, собрав $7,5 млн в премьерные выходные.

## Саундтрек
1. «Don’t Fence Me In» — David Byrne
2. «It Must Be Love» — Madness
3. «(Your Love Keeps Lifting Me) Higher And Higher» — Jackie Wilson
4. «Just A Gigolo / I Ain’t Got Nobody» — Louis Prima
5. «Hernando’s Hideaway» — Billy May’s Rico Mambo Orchestra
6. «Cha Cha On The Moon» — Pat Reader
7. «Little Arrows» — Leapy Lee
8. «You’re The First The Last My Everything» — Barry White
9. «The First Time I Ever Saw Your Face» — Jane Powell
10. «Hit The Road Jack» — Buster Poindexter
11. «The Bachelor» (Score Medley) — John Murphy